# Veracruz (östra Las Margaritas kommun)
Veracruz är en ort i Mexiko.   Den ligger i kommunen Las Margaritas och delstaten Chiapas, i den sydöstra delen av landet, 900 km öster om huvudstaden Mexico City. Veracruz ligger 734 meter över havet och antalet invånare är 185.
Terrängen runt Veracruz är huvudsakligen kuperad, men åt nordost är den bergig. Runt Veracruz är det ganska glesbefolkat, med 30 invånare per kvadratkilometer. Närmaste större samhälle är Santa Lucía Ojo de Agua, 3,8 km norr om Veracruz. I omgivningarna runt Veracruz växer i huvudsak städsegrön lövskog.